# Collegio elettorale di Bologna II (Senato della Repubblica)
Il collegio di Bologna II fu un collegio elettorale uninominale della Repubblica Italiana appartenente alla Circoscrizione Emilia-Romagna; fu utilizzato per eleggere un senatore della Repubblica dalla I alla XI legislatura.

## Storia
Il collegio venne creato nel 1948 secondo la legge n. 29 del 6 febbraio 1948 la quale, pur basandosi sull'impianto proporzionale in vigore per la Camera, rispetto a quest'ultima conteneva alcuni piccoli correttivi in senso maggioritario. Tale legge ebbe il suo definitivo perfezionamento col Testo Unico n°361 del 1957. Differentemente dalla Camera, la legge elettorale del Senato si articolava su base regionale, seguendo il dettato costituzionale (art.57). Ogni Regione era suddivisa in tanti collegi uninominali quanti erano i seggi ad essa assegnati. All'interno di ciascun collegio, veniva eletto il candidato che avesse raggiunto il quorum del 65% delle preferenze: tale soglia, oggettivamente di difficilissimo conseguimento, tradiva l'impianto proporzionale su cui era concepito anche il sistema elettorale della Camera Alta. Qualora, come normalmente avveniva, nessun candidato avesse conseguito l'elezione, i voti di tutti i candidati venivano raggruppati in liste di partito a livello regionale, dove i seggi venivano allocati utilizzando il metodo D'Hondt delle maggiori medie statistiche e quindi, all'interno di ciascuna lista, venivano dichiarati eletti i candidati con le migliori percentuali di preferenza.
Nel 1993, con la cosiddetta Legge Mattarella (Legge n. 276, Norme per l'elezione del Senato della Repubblica), attuata in seguito al referendum abrogativo del 1993, venne istituito per la Camera dei deputati e per il Senato della Repubblica un sistema di elezione misto, in parte maggioritario e in parte proporzionale. Il 75% dei parlamentari dell'assemblea veniva eletto in collegi uninominali tramite sistema maggioritario a turno unico; il restante 25% al Senato veniva eletto tramite recupero proporzionale dei più votati non eletti attraverso un meccanismo di calcolo denominato "scorporo", cioè sottraendo dal conteggio dei voti totali di una lista nella parte proporzionale i voti ottenuti dai candidati collegati alla medesima lista che erano eletti nei collegi uninominali con il sistema maggioritario.
Il collegio di Bologna II venne pertanto abolito nel 1993.

## Territorio
Il collegio di Bologna II era uno dei 17 collegi uninominali in cui era suddivisa la regione Emilia-Romagna; era interamente compreso nella provincia di Bologna e comprendeva i seguenti comuni: Argelato, Bentivoglio, parte del comune di Bologna, Budrio, Casalecchio di Reno, Castel Guelfo di Bologna, Castel Maggiore, Castello d'Argile, Crevalcore, Granarolo dell'Emilia, Medicina, Sala Bolognese, San Giorgio di Piano, San Giovanni in Persiceto, San Pietro in Casale e Sant'Agata Bolognese.

## Dati elettorali

### I legislatura
|                                                                                | Carmine Mancinelli ✔️ Eletto | Fronte Democratico Popolare   | 72 558  | 57,14 |  |  |  |  |  |
|                                                                                | Ettore Martini               | Blocco Nazionale              | 24 674  | 19,43 |  |  |  |  |  |
|                                                                                | Gennaro Costantini           | Unità Socialista              | 14 870  | 11,71 |  |  |  |  |  |
|                                                                                | Giuseppe Massarenti          | Indipendente                  | 10 670  | 8,40  |  |  |  |  |  |
|                                                                                | Giuseppe Borgatti            | Partito Repubblicano Italiano | 4 217   | 3,32  |  |  |  |  |  |
| Totale                                                                         | Totale                       | Totale                        | 126 989 | 100   |  |  |  |  |  |
|                                                                                |                              |                               |         |       |  |  |  |  |  |
| Voti non validi                                                                | Voti non validi              | Voti non validi               | 7 505   | 5,58  |  |  |  |  |  |
| Votanti                                                                        | Votanti                      | Votanti                       | 134 494 | 95,69 |  |  |  |  |  |
| Elettori                                                                       | Elettori                     | Elettori                      | 140 545 |       |  |  |  |  |  |
|                                                                                |                              |                               |         |       |  |  |  |  |  |
| Nota: quorum del 65% non raggiunto; ripartizione dei seggi a livello regionale |                              |                               |         |       |  |  |  |  |  |
| Data: 18 aprile 1948                                                           |                              |                               |         |       |  |  |  |  |  |
| Fonte: Ministero dell'interno                                                  |                              |                               |         |       |  |  |  |  |  |

### II legislatura
|                                                                                | Paolo Fortunati ✔️ Eletto | Partito Comunista Italiano              | 57 635  | 40,47 |  |  |  |  |  |
|                                                                                | Carlo Strazziari          | Democrazia Cristiana                    | 37 983  | 26,67 |  |  |  |  |  |
|                                                                                | Carmine Mancinelli        | Partito Socialista Italiano             | 22 337  | 15,68 |  |  |  |  |  |
|                                                                                | Mario Longhena            | Partito Socialista Democratico Italiano | 12 884  | 9,05  |  |  |  |  |  |
|                                                                                | Giovanni Marchesini       | Movimento Sociale Italiano              | 4 006   | 2,81  |  |  |  |  |  |
|                                                                                | Francesco Zanardi         | Unità Popolare                          | 3 136   | 2,20  |  |  |  |  |  |
|                                                                                | Tommaso Terzo Borelli     | Partito Liberale Italiano               | 2 484   | 1,74  |  |  |  |  |  |
|                                                                                | Giovanni Majoli           | Partito Nazionale Monarchico            | 1 152   | 0,81  |  |  |  |  |  |
|                                                                                | Guglielmo Sandroni        | Alleanza Democratica Nazionale          | 812     | 0,57  |  |  |  |  |  |
| Totale                                                                         | Totale                    | Totale                                  | 142 429 | 100   |  |  |  |  |  |
|                                                                                |                           |                                         |         |       |  |  |  |  |  |
| Voti non validi                                                                | Voti non validi           | Voti non validi                         | 3 780   | 2,59  |  |  |  |  |  |
| Votanti                                                                        | Votanti                   | Votanti                                 | 146 209 | 96,95 |  |  |  |  |  |
| Elettori                                                                       | Elettori                  | Elettori                                | 150 815 |       |  |  |  |  |  |
|                                                                                |                           |                                         |         |       |  |  |  |  |  |
| Nota: quorum del 65% non raggiunto; ripartizione dei seggi a livello regionale |                           |                                         |         |       |  |  |  |  |  |
| Data: 7 giugno 1953                                                            |                           |                                         |         |       |  |  |  |  |  |
| Fonte: Ministero dell'interno                                                  |                           |                                         |         |       |  |  |  |  |  |

### III legislatura
|                                                                                | Paolo Fortunati ✔️ Eletto | Partito Comunista Italiano              | 64 955  | 42,42 |  |  |  |  |  |
|                                                                                | Carlo Strazziari          | Democrazia Cristiana                    | 39 644  | 25,89 |  |  |  |  |  |
|                                                                                | Nino Samaja               | Partito Socialista Italiano             | 23 271  | 15,20 |  |  |  |  |  |
|                                                                                | Elio Mattioli             | Partito Socialista Democratico Italiano | 13 564  | 8,86  |  |  |  |  |  |
|                                                                                | Carlo De Simone           | Partito Liberale Italiano               | 4 830   | 3,15  |  |  |  |  |  |
|                                                                                | Italo Zappoli             | Movimento Sociale Italiano              | 4 396   | 2,87  |  |  |  |  |  |
|                                                                                | Emilio Vivaldi            | PRI - PR                                | 1 547   | 1,01  |  |  |  |  |  |
|                                                                                | Antonio Cottafavi         | Partito Monarchico Popolare             | 922     | 0,60  |  |  |  |  |  |
| Totale                                                                         | Totale                    | Totale                                  | 153 129 | 100   |  |  |  |  |  |
|                                                                                |                           |                                         |         |       |  |  |  |  |  |
| Voti non validi                                                                | Voti non validi           | Voti non validi                         | 4 419   | 2,80  |  |  |  |  |  |
| Votanti                                                                        | Votanti                   | Votanti                                 | 157 548 | 97,49 |  |  |  |  |  |
| Elettori                                                                       | Elettori                  | Elettori                                | 161 609 |       |  |  |  |  |  |
|                                                                                |                           |                                         |         |       |  |  |  |  |  |
| Nota: quorum del 65% non raggiunto; ripartizione dei seggi a livello regionale |                           |                                         |         |       |  |  |  |  |  |
| Data: 25 maggio 1958                                                           |                           |                                         |         |       |  |  |  |  |  |
| Fonte: Ministero dell'interno                                                  |                           |                                         |         |       |  |  |  |  |  |

### IV legislatura
|                                                                                | Paolo Fortunati ✔️ Eletto          | Partito Comunista Italiano              | 74 794  | 45,61 |  |  |  |  |  |
|                                                                                | Giancarlo Pascale Guidotti Magnani | Democrazia Cristiana                    | 34 934  | 21,30 |  |  |  |  |  |
|                                                                                | E. Tondi                           | Partito Socialista Italiano             | 22 891  | 13,96 |  |  |  |  |  |
|                                                                                | E. Mattioni                        | Partito Socialista Democratico Italiano | 14 892  | 9,08  |  |  |  |  |  |
|                                                                                | A. Mastragostino                   | Partito Liberale Italiano               | 10 779  | 6,57  |  |  |  |  |  |
|                                                                                | G. Paltrinieri                     | Movimento Sociale Italiano              | 5 709   | 3,48  |  |  |  |  |  |
| Totale                                                                         | Totale                             | Totale                                  | 163 999 | 100   |  |  |  |  |  |
|                                                                                |                                    |                                         |         |       |  |  |  |  |  |
| Voti non validi                                                                | Voti non validi                    | Voti non validi                         | 5 501   | 3,25  |  |  |  |  |  |
| Votanti                                                                        | Votanti                            | Votanti                                 | 169 500 | 97,57 |  |  |  |  |  |
| Elettori                                                                       | Elettori                           | Elettori                                | 173 729 |       |  |  |  |  |  |
|                                                                                |                                    |                                         |         |       |  |  |  |  |  |
| Nota: quorum del 65% non raggiunto; ripartizione dei seggi a livello regionale |                                    |                                         |         |       |  |  |  |  |  |
| Data: 28 aprile 1963                                                           |                                    |                                         |         |       |  |  |  |  |  |
| Fonte: Ministero dell'interno                                                  |                                    |                                         |         |       |  |  |  |  |  |

### V legislatura
|                                                                                | Paolo Fortunati ✔️ Eletto | PCI - PSIUP                   | 88 084  | 50,73 |  |  |  |  |  |
|                                                                                | N. Rossi                  | Democrazia Cristiana          | 39 524  | 22,76 |  |  |  |  |  |
|                                                                                | E. Mattioni               | PSI-PSDI Unificati            | 30 215  | 17,40 |  |  |  |  |  |
|                                                                                | Enzo Veronesi             | Partito Liberale Italiano     | 9 740   | 5,61  |  |  |  |  |  |
|                                                                                | G. Paltrinieri            | MSI - PDIUM                   | 4 542   | 2,62  |  |  |  |  |  |
|                                                                                | P. Valenza                | Partito Repubblicano Italiano | 1 538   | 0,89  |  |  |  |  |  |
| Totale                                                                         | Totale                    | Totale                        | 173 643 | 100   |  |  |  |  |  |
|                                                                                |                           |                               |         |       |  |  |  |  |  |
| Voti non validi                                                                | Voti non validi           | Voti non validi               | 6 366   | 3,54  |  |  |  |  |  |
| Votanti                                                                        | Votanti                   | Votanti                       | 180 009 | 97,68 |  |  |  |  |  |
| Elettori                                                                       | Elettori                  | Elettori                      | 184 282 |       |  |  |  |  |  |
|                                                                                |                           |                               |         |       |  |  |  |  |  |
| Nota: quorum del 65% non raggiunto; ripartizione dei seggi a livello regionale |                           |                               |         |       |  |  |  |  |  |
| Data: 19 maggio 1968                                                           |                           |                               |         |       |  |  |  |  |  |
| Fonte: Ministero dell'interno                                                  |                           |                               |         |       |  |  |  |  |  |

### VI legislatura
|                                                                                | Giuseppe Branca ✔️ Eletto | PCI - PSIUP                                   | 89 623  | 50,00 |  |  |  |  |  |
|                                                                                | P. Pasquali               | Democrazia Cristiana                          | 42 508  | 23,71 |  |  |  |  |  |
|                                                                                | A. Bartolini              | Partito Socialista Italiano                   | 15 330  | 8,55  |  |  |  |  |  |
|                                                                                | Raffaele Trivellini       | Partito Socialista Democratico Italiano       | 12 915  | 7,20  |  |  |  |  |  |
|                                                                                | G. Di Matteo              | Partito Liberale Italiano                     | 7 827   | 4,37  |  |  |  |  |  |
|                                                                                | G. Paltrinieri            | Movimento Sociale Italiano - Destra Nazionale | 7 472   | 4,17  |  |  |  |  |  |
|                                                                                | Michele La Placa          | Partito Repubblicano Italiano                 | 3 576   | 1,99  |  |  |  |  |  |
| Totale                                                                         | Totale                    | Totale                                        | 179 251 | 100   |  |  |  |  |  |
|                                                                                |                           |                                               |         |       |  |  |  |  |  |
| Voti non validi                                                                | Voti non validi           | Voti non validi                               | 4 802   | 2,61  |  |  |  |  |  |
| Votanti                                                                        | Votanti                   | Votanti                                       | 184 053 | 97,90 |  |  |  |  |  |
| Elettori                                                                       | Elettori                  | Elettori                                      | 188 005 |       |  |  |  |  |  |
|                                                                                |                           |                                               |         |       |  |  |  |  |  |
| Nota: quorum del 65% non raggiunto; ripartizione dei seggi a livello regionale |                           |                                               |         |       |  |  |  |  |  |
| Data: 7 maggio 1972                                                            |                           |                                               |         |       |  |  |  |  |  |
| Fonte: Ministero dell'interno                                                  |                           |                                               |         |       |  |  |  |  |  |

### VII legislatura
|                                                                                | Giuseppe Branca ✔️ Eletto | Partito Comunista Italiano                    | 96 089  | 52,37 |  |  |  |  |  |
|                                                                                | Giorgio Fanin             | Democrazia Cristiana                          | 47 157  | 25,70 |  |  |  |  |  |
|                                                                                | Arrigo Marmocchi          | Partito Socialista Italiano                   | 16 612  | 9,05  |  |  |  |  |  |
|                                                                                | Raffaele Trivellini       | Partito Socialista Democratico Italiano       | 8 409   | 4,58  |  |  |  |  |  |
|                                                                                | Vittorio Dall'Amore       | Movimento Sociale Italiano - Destra Nazionale | 5 901   | 3,22  |  |  |  |  |  |
|                                                                                | Giorgio Bonfiglioli       | Partito Repubblicano Italiano                 | 5 300   | 2,89  |  |  |  |  |  |
|                                                                                | Furio Bosello             | Partito Liberale Italiano                     | 2 051   | 1,12  |  |  |  |  |  |
|                                                                                | Gianfranco Spadaccia      | Partito Radicale                              | 1 717   | 0,94  |  |  |  |  |  |
|                                                                                | Romeo Piacenti            | Partito Democratico                           | 255     | 0,14  |  |  |  |  |  |
| Totale                                                                         | Totale                    | Totale                                        | 183 491 | 100   |  |  |  |  |  |
|                                                                                |                           |                                               |         |       |  |  |  |  |  |
| Voti non validi                                                                | Voti non validi           | Voti non validi                               | 3 579   | 1,91  |  |  |  |  |  |
| Votanti                                                                        | Votanti                   | Votanti                                       | 187 070 | 97,79 |  |  |  |  |  |
| Elettori                                                                       | Elettori                  | Elettori                                      | 191 294 |       |  |  |  |  |  |
|                                                                                |                           |                                               |         |       |  |  |  |  |  |
| Nota: quorum del 65% non raggiunto; ripartizione dei seggi a livello regionale |                           |                                               |         |       |  |  |  |  |  |
| Data: 20 giugno 1976                                                           |                           |                                               |         |       |  |  |  |  |  |
| Fonte: Ministero dell'interno                                                  |                           |                                               |         |       |  |  |  |  |  |

### VIII legislatura
|                                                                                | Araldo Tolomelli ✔️ Eletto | Partito Comunista Italiano                    | 95 335  | 52,39 |  |  |  |  |  |
|                                                                                | O. Cavrini                 | Democrazia Cristiana                          | 44 532  | 24,47 |  |  |  |  |  |
|                                                                                | R. Santi                   | Partito Socialista Italiano                   | 15 647  | 8,60  |  |  |  |  |  |
|                                                                                | Aldo Cucchi                | Partito Socialista Democratico Italiano       | 8 422   | 4,63  |  |  |  |  |  |
|                                                                                | G. Cavazza                 | Partito Repubblicano Italiano                 | 5 477   | 3,01  |  |  |  |  |  |
|                                                                                | G. Bordoni                 | Movimento Sociale Italiano - Destra Nazionale | 4 815   | 2,65  |  |  |  |  |  |
|                                                                                | Massimo Teodori            | Partito Radicale - Nuova Sinistra Unita       | 4 017   | 2,21  |  |  |  |  |  |
|                                                                                | Giovanni Tasselli          | Partito Liberale Italiano                     | 3 039   | 1,67  |  |  |  |  |  |
|                                                                                | G. Quadri in Cardano       | Costituente di Destra - Democrazia Nazionale  | 420     | 0,23  |  |  |  |  |  |
|                                                                                | Romeo Piacenti             | Partito Democratico                           | 261     | 0,14  |  |  |  |  |  |
| Totale                                                                         | Totale                     | Totale                                        | 181 965 | 100   |  |  |  |  |  |
|                                                                                |                            |                                               |         |       |  |  |  |  |  |
| Voti non validi                                                                | Voti non validi            | Voti non validi                               | 5 131   | 2,74  |  |  |  |  |  |
| Votanti                                                                        | Votanti                    | Votanti                                       | 187 096 | 96,84 |  |  |  |  |  |
| Elettori                                                                       | Elettori                   | Elettori                                      | 193 196 |       |  |  |  |  |  |
|                                                                                |                            |                                               |         |       |  |  |  |  |  |
| Nota: quorum del 65% non raggiunto; ripartizione dei seggi a livello regionale |                            |                                               |         |       |  |  |  |  |  |
| Data: 3 giugno 1979                                                            |                            |                                               |         |       |  |  |  |  |  |
| Fonte: Ministero dell'interno                                                  |                            |                                               |         |       |  |  |  |  |  |

### IX legislatura
|                                                                                | Guido Fanti ✔️ Eletto            | Partito Comunista Italiano                    | 94 371  | 52,45 |  |  |  |  |  |
|                                                                                | Gianfranco Bongiovanni           | Democrazia Cristiana                          | 35 475  | 19,72 |  |  |  |  |  |
|                                                                                | Lionello Gandolfi                | Partito Socialista Italiano                   | 16 816  | 9,35  |  |  |  |  |  |
|                                                                                | Michele La Placa                 | Partito Repubblicano Italiano                 | 8 661   | 4,81  |  |  |  |  |  |
|                                                                                | Aldo Bergonzoni                  | Partito Socialista Democratico Italiano       | 6 856   | 3,81  |  |  |  |  |  |
|                                                                                | Maria Laetitia Gnaccarini Ciracò | Movimento Sociale Italiano - Destra Nazionale | 5 965   | 3,32  |  |  |  |  |  |
|                                                                                | Giovanni Tasselli                | Partito Liberale Italiano                     | 4 305   | 2,39  |  |  |  |  |  |
|                                                                                | Nicola Chirco                    | Partito Radicale                              | 3 006   | 1,67  |  |  |  |  |  |
|                                                                                | Arnaldo Risi                     | Partito Nazionale Pensionati                  | 2 085   | 1,16  |  |  |  |  |  |
|                                                                                | Guglielmo Melloni                | Democrazia Proletaria                         | 1 765   | 0,98  |  |  |  |  |  |
|                                                                                | Ebe Bartoletti                   | Unione Pensionati Pensionandi d'Italia        | 445     | 0,25  |  |  |  |  |  |
|                                                                                | Romano Fabbri                    | Lista per Trieste                             | 165     | 0,09  |  |  |  |  |  |
| Totale                                                                         | Totale                           | Totale                                        | 179 915 | 100   |  |  |  |  |  |
|                                                                                |                                  |                                               |         |       |  |  |  |  |  |
| Voti non validi                                                                | Voti non validi                  | Voti non validi                               | 6 482   | 3,48  |  |  |  |  |  |
| Votanti                                                                        | Votanti                          | Votanti                                       | 186 397 | 95,60 |  |  |  |  |  |
| Elettori                                                                       | Elettori                         | Elettori                                      | 194 977 |       |  |  |  |  |  |
|                                                                                |                                  |                                               |         |       |  |  |  |  |  |
| Nota: quorum del 65% non raggiunto; ripartizione dei seggi a livello regionale |                                  |                                               |         |       |  |  |  |  |  |
| Data: 26 giugno 1983                                                           |                                  |                                               |         |       |  |  |  |  |  |
| Fonte: Ministero dell'interno                                                  |                                  |                                               |         |       |  |  |  |  |  |

### X legislatura
|                                                                                | Matilde Callari Galli ✔️ Eletto | Partito Comunista Italiano                    | 91 225  | 50,28 |  |  |  |  |  |
|                                                                                | G. Maccaferri                   | Democrazia Cristiana                          | 38 740  | 21,35 |  |  |  |  |  |
|                                                                                | D. Lodi                         | PSI - PDSI - PR                               | 25 450  | 14,03 |  |  |  |  |  |
|                                                                                | A. Melega                       | Movimento Sociale Italiano - Destra Nazionale | 6 590   | 3,63  |  |  |  |  |  |
|                                                                                | G. Cicognani                    | Partito Repubblicano Italiano                 | 5 927   | 3,27  |  |  |  |  |  |
|                                                                                | V. Pallotti                     | Lista Verde                                   | 4 000   | 2,20  |  |  |  |  |  |
|                                                                                | F. Bolletta                     | Partito Liberale Italiano                     | 3 240   | 1,79  |  |  |  |  |  |
|                                                                                | G. Giuffrida                    | Democrazia Proletaria                         | 2 950   | 1,63  |  |  |  |  |  |
|                                                                                | E. Maiani                       | Caccia Pesca Ambiente                         | 1 136   | 0,63  |  |  |  |  |  |
|                                                                                | P. E. Gasparri                  | Partito Verde Italiano - Verdi d'Europa       | 1 031   | 0,57  |  |  |  |  |  |
|                                                                                | Romeo Piacenti                  | Liga Veneta - Pensionati Uniti                | 961     | 0,53  |  |  |  |  |  |
|                                                                                | C.Casadei                       | Alleanza Popolare Pensionati                  | 201     | 0,11  |  |  |  |  |  |
| Totale                                                                         | Totale                          | Totale                                        | 181 451 | 100   |  |  |  |  |  |
|                                                                                |                                 |                                               |         |       |  |  |  |  |  |
| Voti non validi                                                                | Voti non validi                 | Voti non validi                               | 6 590   | 3,50  |  |  |  |  |  |
| Votanti                                                                        | Votanti                         | Votanti                                       | 188 041 | 95,44 |  |  |  |  |  |
| Elettori                                                                       | Elettori                        | Elettori                                      | 197 017 |       |  |  |  |  |  |
|                                                                                |                                 |                                               |         |       |  |  |  |  |  |
| Nota: quorum del 65% non raggiunto; ripartizione dei seggi a livello regionale |                                 |                                               |         |       |  |  |  |  |  |
| Data: 14 giugno 1987                                                           |                                 |                                               |         |       |  |  |  |  |  |
| Fonte: Ministero dell'interno                                                  |                                 |                                               |         |       |  |  |  |  |  |

### XI legislatura
|                                                                                | Vincenzo Visco ✔️ Eletto | Partito Democratico della Sinistra            | 73 703  | 39,80 |  |  |  |  |  |
|                                                                                | Franco Chiusoli          | Democrazia Cristiana                          | 31 419  | 16,97 |  |  |  |  |  |
|                                                                                | Ennio Di Francesco       | Partito Socialista Italiano                   | 20 138  | 10,87 |  |  |  |  |  |
|                                                                                | Marcello Staglieno       | Lega Lombarda                                 | 13 696  | 7,40  |  |  |  |  |  |
|                                                                                | Ivan Cicconi             | Partito della Rifondazione Comunista          | 13 487  | 7,28  |  |  |  |  |  |
|                                                                                | Marisa Biolchini         | Partito Repubblicano Italiano                 | 9 065   | 4,89  |  |  |  |  |  |
|                                                                                | Michele Tossani          | Movimento Sociale Italiano - Destra Nazionale | 6 781   | 3,66  |  |  |  |  |  |
|                                                                                | Angelo Ravaglia          | Federazione dei Verdi                         | 5 481   | 2,96  |  |  |  |  |  |
|                                                                                | Roberto Bertuzzi         | Partito Liberale Italiano                     | 3 940   | 2,13  |  |  |  |  |  |
|                                                                                | Claudio Ballandi         | Partito Socialista Democratico Italiano       | 2 763   | 1,49  |  |  |  |  |  |
|                                                                                | Nicola Matteucci         | Sì Referendum                                 | 2 301   | 1,24  |  |  |  |  |  |
|                                                                                | Daniela Dore Montagna    | Partito Pensionati                            | 1 621   | 0,88  |  |  |  |  |  |
|                                                                                | Angelo Bevilacqua        | Caccia Pesca Ambiente                         | 399     | 0,22  |  |  |  |  |  |
|                                                                                | Romeo Piacenti           | Movimento Europeo Automobilisti               | 296     | 0,16  |  |  |  |  |  |
|                                                                                | Francesco Sansoni        | Federalismo - Pensionati Uomini Vivi          | 106     | 0,06  |  |  |  |  |  |
| Totale                                                                         | Totale                   | Totale                                        | 185 196 | 100   |  |  |  |  |  |
|                                                                                |                          |                                               |         |       |  |  |  |  |  |
| Voti non validi                                                                | Voti non validi          | Voti non validi                               | 7 224   | 3,75  |  |  |  |  |  |
| Votanti                                                                        | Votanti                  | Votanti                                       | 192 420 | 94,59 |  |  |  |  |  |
| Elettori                                                                       | Elettori                 | Elettori                                      | 203 421 |       |  |  |  |  |  |
|                                                                                |                          |                                               |         |       |  |  |  |  |  |
| Nota: quorum del 65% non raggiunto; ripartizione dei seggi a livello regionale |                          |                                               |         |       |  |  |  |  |  |
| Data: 5 aprile 1992                                                            |                          |                                               |         |       |  |  |  |  |  |
| Fonte: Ministero dell'interno                                                  |                          |                                               |         |       |  |  |  |  |  |